# Ich töte mich jedesmal aufs Neue
„…Ich töte mich jedesmal aufs Neue, doch ich bin unsterblich, und ich erstehe wieder auf: in einer Vision des Untergangs…“ ist eine unter dem Label Apocalyptic Vision als Album veröffentlichte Sammlung von Demoaufnahmen von Sopor Aeternus.

## Albuminformationen
Die Erstausgabe war auf 1000 Stück limitiert und es gab zusätzlich ein nummeriertes Lyrikposter und ein Foto von Anna-Varney. Es trägt im Original und der Wiederveröffentlichung die Widmung einer Grabsteininschrift in Rom:

„Rogo te hospes noli ossa mea violare“

„Ich bitte dich, Gast, meine Knochen nicht zu schänden“

1999 wurde das Album mit sieben weiteren Liedern, Text-Booklet und Remastering wiederveröffentlicht. Aus den Bonuslieder wurde das 2003 veröffentlichte Album Es reiten die Toten so schnell – or: The Vampyre Sucking at His Own Vein entwickelt. 2004 gab es nochmals erweitertes Artwork und Booklet.
Das Lied Do you know my Name? (Falling… – reprise) wurde unter den Namen Do you know my Name? / What has happened while we slept? neu für die Flowers in Formaldehyde EP eingespielt. Von dem Lied Birth – Fiendish Figuration gibt es mehrere Versionen.

## Trackliste
1. Travel on Breath (the Breath of the World) – 3:46
2. Falling into different Flesh – 5:14
3. Birth – Fiendish Figuration – 5:00
4. Tanz der Grausamkeit – 5:37
5. Im Garten des Nichts (A secret Light in the Garden of my Void) – 10:51
6. Time stands still… (…but stops for no-one) – 8:42
7. Do you know my Name? (Falling… – reprise) – 4:17

## 1999 Bonus Songs
- Penance & Pain – 6:21
- Holy Water Moonlight – 5:49
- Beautiful Thorn – 5:00
- The Feast of Blood – 2:37
- Dark Delight (dedicated to Victor Bertrand. Performed live without audience… – for the Dead.) – 4:46
- Baptisma – 4:45
- Birth – Fiendish Figuration ("The inner Hell" – orig. demo) – 5:28